# Fernando Pierucci
Fernando Javier Pierucci (Arteaga, Provincia de Santa Fe, Argentina, 29 de noviembre de 1979) es un exfutbolista argentino; jugaba como delantero.

## Carrera
Tras realizar las divisiones juveniles en Rosario Central, debutó en el primer equipo canalla el 5 de diciembre de 1998 en el cotejo correspondiente a la 18.ª fecha del Torneo Apertura ante Huracán, con resultado favorable de 2-0; Pierucci marcó el segundo tanto. Su actuación más destacada en Central se produjo en el partido frente a Argentinos Juniors en cancha de Ferro por la penúltima jornada del Torneo Apertura 1999, remplazando a Juan Antonio Pizzi y convirtiendo los goles en la victoria auriazul 2-1 que le permitió llegar a la última fecha con chances de ser campeón, aunque finalmente obtuvo el segundo puesto. Se mantuvo en el club hasta fines de 2002 sin poder afirmarse como titular, con 75 presencias y 10 goles en su haber.
Sus siguientes pasos los dio por el fútbol sudamericano: en 2003 vistió la casaca de Universidad de Chile, con el que disputó 28 partidos y marcó 9 goles, tres de ellos en los últimos cinco minutos de partido ante Coquimbo Unido el 24 de mayo para que su cuadro venza 4-3. Luego, durante el primer semestre de 2004 jugó 18 partidos con 5 anotaciones en Espoli de Ecuador.
Retornó a Argentina para fichar por el recién ascendido a Primera División Almagro en la temporada 2004-05, pero no logró continuidad.
Prosiguió su carrera en el fútbol de ascenso europeo, firmando primeramente en Ragusa Calcio de la Serie C2 de Italia en 2005. Luego emigra a España, pasando por San Isidro (Segunda B, primer semestre de 2006), Sangonera Atlético CF (Tercera, segundo semestre de ese mismo año), Comarca de Níjar (Tercera, primer semestre de 2007) y Cerro de Reyes (desde mediados de 2007 hasta fines de 2010, las dos primeras temporadas en Tercera, luego en Segunda B). Con este último club logró el título del Grupo XIV de la Tercera División 2009 con un gol suyo en el minuto 93 para el 3-2 sobre Unión Polideportiva Plasencia, consiguiendo luego el ascenso a Segunda B en la promoción versus Unión Deportiva Los Barrios.

## Clubes
| Club                  | País      | Año       |
| --------------------- | --------- | --------- |
| Rosario Central       | Argentina | 1998-2002 |
| Universidad de Chile  | Chile     | 2003      |
| Espoli                | Ecuador   | 2004      |
| Almagro               | Argentina | 2004-2005 |
| Ragusa Calcio         | Italia    | 2005      |
| San Isidro            | España    | 2006      |
| Sangonera Atlético CF | España    | 2006      |
| Comarca de Níjar      | España    | 2007      |
| Cerro Reyes           | España    | 2007-2010 |

## Palmarés
| Título                                           | Equipo      | País   | Año  |
| ------------------------------------------------ | ----------- | ------ | ---- |
| Grupo XIV Tercera División y Ascenso a Segunda B | Cerro Reyes | España | 2009 |